# 芝大門
芝大門（しばだいもん）は、東京都港区の地名。現行行政町名で芝大門一丁目と芝大門二丁目がある。芝地区総合支所管内の一地域である。住居表示実施済区域。

## 地理
東京都港区の北東に位置し、北は新橋に、東は第一京浜（国道15号）を挟んで浜松町に、南は古川（渋谷川）を挟んで芝に、西は日比谷通りを挟んで芝公園にそれぞれ接する。町域の東端に都営地下鉄の大門駅があり、西端には増上寺の大門がある。

### 地名の由来
町名の芝大門は、1972年に当地域に住居表示が実施された際に新たに命名されたものである。当地域は増上寺の門前町として発展した場所であり、多くの狭小な町が混在しており中心となる大きな町が存在しなかった。そのため、当地域の俗称である大門（増上寺の大門に由来）を新町名に採用することになった。

## 歴史

### 沿革
- 1598年（慶長3年） - 増上寺が麹町より現在の芝の地に移転し、その門前となった当地域は商店が立ち並び、次第に賑わいを見せるようになる。
- 江戸時代初期 - 当地域に芝片門前・芝中門前・芝三島町などの町名がつき、独立した門前町となり町奉行支配となる。
- 1868年（明治元年） - 東京府の成立に伴い、当地域は東京府に所属する。
- 1878年（明治11年） - 芝区成立に伴い、当地域は東京府芝区の所属となる。
- （1889年（明治22年）5月1日 - 東京市成立に伴い、当地域は東京市芝区の所属となる。
- 1903年（明治36年） - 路面電車が開通し、当地域の俗称である大門が停留所名に付けられる（現在の大門交差点の場所）。
- 1911年（明治44年） - 町名より「芝」の冠称が省かれ、芝区片門前・中門前などとなる。
- 1947年（昭和22年）、芝区が赤坂区・麻布区と合併して新たに港区が成立する。それに伴い、町名に再び「芝」の冠称がつき、東京都港区芝片門前・芝中門前などとなる。
- 1964年（昭和39年）10月1日 - 都営地下鉄1号線（現在の浅草線）が開通し、大門駅が開業する。
- 1972年（昭和47年）1月1日 - 当地域に住居表示が実施され、現在の芝大門が成立。

### 町名の変遷
| 実施後       | 実施年月日   | 実施前（各町名ともその一部）                                                                                                |
| ------------ | ------------ | --- |
| 芝大門一丁目 | 1972年1月1日 | 芝公園、芝三島町、芝宮本町、芝七軒町、芝宇田川横町、芝浜松町一丁目、 芝浜松町二丁目、芝愛宕下町四丁目                       |
| 芝大門二丁目 | 1972年1月1日 | 芝片門前一丁目、芝片門前二丁目、芝中門前一丁目、芝中門前二丁目、芝中門前三丁目、 芝浜松町三丁目、芝浜松町四丁目、芝土手跡町 |

## 世帯数と人口
2025年（令和7年）4月1日現在（港区発表）の世帯数と人口は以下の通りである。
| 丁目         | 世帯数    | 人口    |
| ------------ | --------- | ------- |
| 芝大門一丁目 | 512世帯   | 763人   |
| 芝大門二丁目 | 536世帯   | 739人   |
| 計           | 1,048世帯 | 1,502人 |

### 人口の変遷
国勢調査による人口の推移。
| 年                 | 人口  |
| ------------------ | ----- |
| 1995年（平成7年）  | 1,114 |
| 2000年（平成12年） | 1,112 |
| 2005年（平成17年） | 1,279 |
| 2010年（平成22年） | 1,252 |
| 2015年（平成27年） | 1,525 |
| 2020年（令和2年）  | 1,296 |

### 世帯数の変遷
国勢調査による世帯数の推移。
| 年                 | 世帯数 |
| ------------------ | ------ |
| 1995年（平成7年）  | 433    |
| 2000年（平成12年） | 514    |
| 2005年（平成17年） | 753    |
| 2010年（平成22年） | 735    |
| 2015年（平成27年） | 992    |
| 2020年（令和2年）  | 863    |

## 学区
区立小・中学校に通う場合、学区は以下の通りとなる（2022年4月現在）。
- 区域 : 一丁目、二丁目　各全域
  - 小学校 : 港区立御成門小学校
  - 中学校 :  港区立御成門中学校

## 交通

### 鉄道
- 東京都交通局（都営地下鉄）
  - 大門駅（所在地は浜松町一・二丁目）
    -  浅草線
    -  大江戸線

上記のほか、JR浜松町駅や都営地下鉄三田線御成門駅が芝大門から徒歩圏内にある。

### 道路
- 首都高速都心環状線：芝大門二丁目の南、芝二丁目との境を通過する。芝大門地内に出入り口はなく、最寄は芝公園出入口となる。
- 国道15号（第一京浜）：芝大門地内の東側を南北に通過する。

## 事業所
2021年（令和3年）現在の経済センサス調査による事業所数と従業員数は以下の通りである。
| 丁目         | 事業所数    | 従業員数 |
| ------------ | ----------- | -------- |
| 芝大門一丁目 | 586事業所   | 12,879人 |
| 芝大門二丁目 | 536事業所   | 7,362人  |
| 計           | 1,122事業所 | 20,241人 |

### 事業者数の変遷
経済センサスによる事業所数の推移。
| 年                 | 事業者数 |
| ------------------ | -------- |
| 2016年（平成28年） | 977      |
| 2021年（令和3年）  | 1,122    |

### 従業員数の変遷
経済センサスによる従業員数の推移。
| 年                 | 従業員数 |
| ------------------ | -------- |
| 2016年（平成28年） | 18,903   |
| 2021年（令和3年）  | 20,241   |

## 施設・史跡

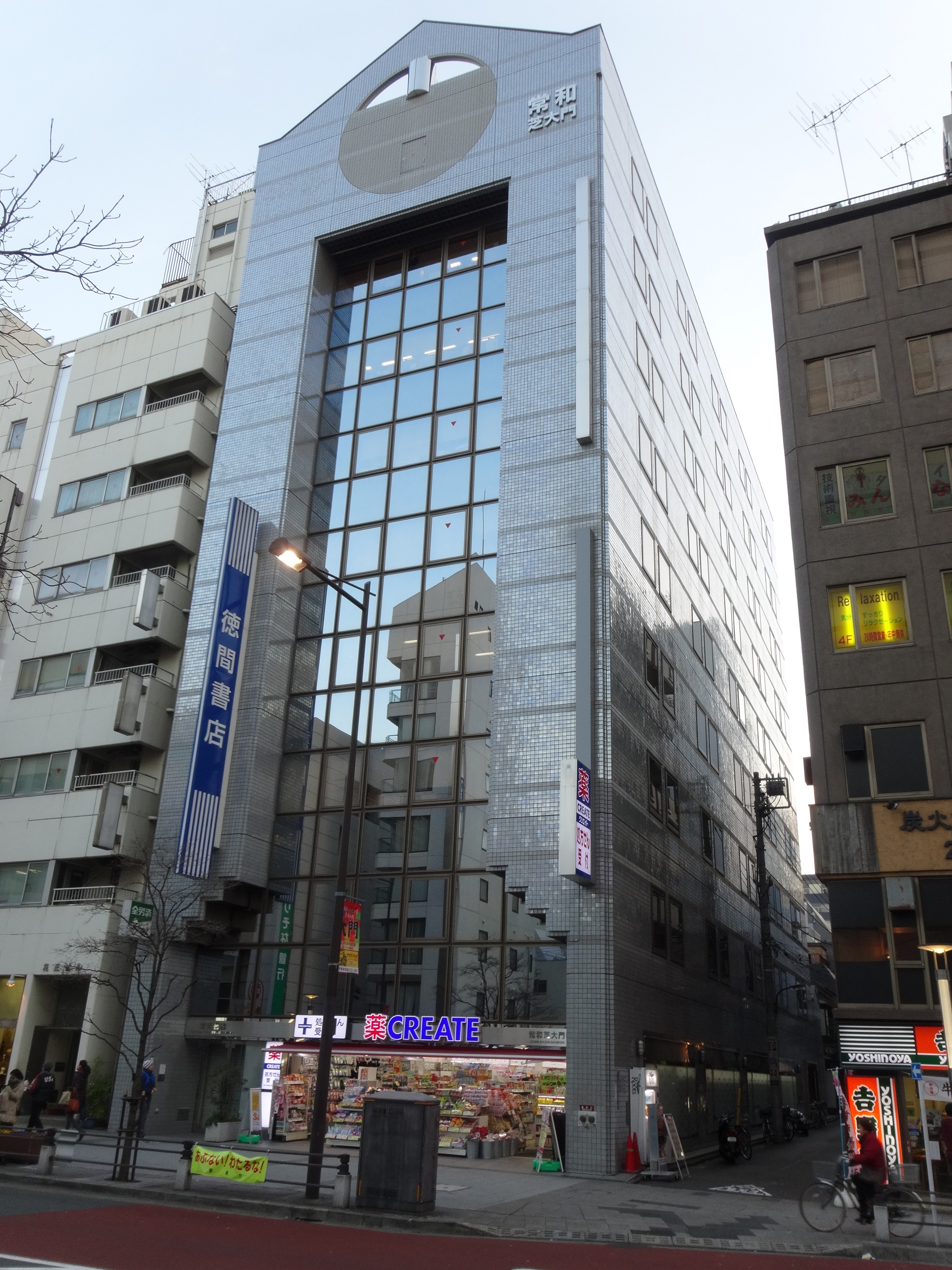
常和芝大門ビル

- 日本赤十字社ビル（芝大門一丁目）
  - 日本赤十字社本社
- 芝大神宮（芝大門一丁目）
- 芝NBFタワー（芝大門一丁目）
  - シンフォニア テクノロジー本社
- 常和芝大門ビル（芝大門二丁目）
- 芝大門郵便局（芝大門一丁目）
- 港浜松町郵便局（芝大門二丁目）
- レゾナック本社ビル（旧昭和電工本社ビル）

## その他

### 日本郵便
- 郵便番号 : 105-0012[3]（集配局 : 芝郵便局[14]）。